# Duiventoren (Berencamp)
De duiventoren is een monumentaal bouwwerk bij het landgoed De Berencamp nabij de Gelderse plaats Nijkerk.

## Beschrijving
De in negotische stijl uitgevoerde duiventoren op het weiland tussen de landgoederen Salentein en De Berencamp werd in 1860 gebouwd. De gemetselde toren bestaat uit twee verdiepingen. Beide verdiepingen worden van elkaar gescheiden door een van een pleisterlaag voorziene gemetselde rand. In de onderste laag bevinden zich acht grote boogvormige poorten, waardoor het bouwwerk een opengewerkt karakter krijgt. De ontlastingsbogen boven de poorten worden bekroond met een witgepleisterde sluitsteen. Tussen elk van de bogen bevindt zich een driehoekige witgepleisterde diamantknop. De eigenlijke duiventil bevindt zich op de verdieping. Van de acht spaarvelden van de bovenste verdieping zijn er zeven voorzien van duivengaten. Een deel van deze gaten is voorzien van aanvliegplankjes. De bovenzijde van de spaarvelden wordt geaccentueerd door witgekleurde spitsbogen. De toren wordt bekroond met een zinken tentdak met op de top een, van een wapen voorzien, windvaan.
Het bouwwerk is erkend als rijksmonument onder meer vanwege de ouderdom, de neogotische stijl en de samenhang met de overige onderdelen van de buitenplaats.